# エッジウォーター
エッジウォーター（Edgewater）は、アメリカ合衆国ニュージャージー州のバーゲン郡にある町（ボロ）。人口は1万4336人（2020年）。ハドソン川に面しており対岸はニューヨークのマンハッタンである。西側はフォートリーとクリフサイド・パークだが、境界は断崖となっており地形的に孤立している。
自治体設立は1894年である。1900年代初頭に工業地帯として開発され工場や倉庫が建設された。労働者の大半はニューヨーク側から船で通勤していた。第二次世界大戦後は産業構造の変化により工場閉鎖が相次ぎ、町の経済は停滞した。しかし1990年頃から住宅地として注目を集めるようになり、工場跡地は再開発された。

## 民族構成
2020年アメリカ合衆国国勢調査によれば、町の人口の約41パーセントはアジア系、約40パーセントは白人、12パーセントはヒスパニックだった。アジア系は韓国と日本の割合が高かった。

## 交通
ハドソン川フェリーが運航しているのでニューヨークに船で通勤できる。町内に鉄道駅はないがニュージャージー・トランジットのバスが利用できる。

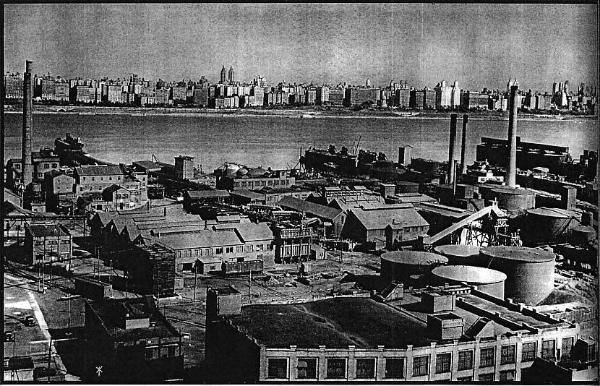
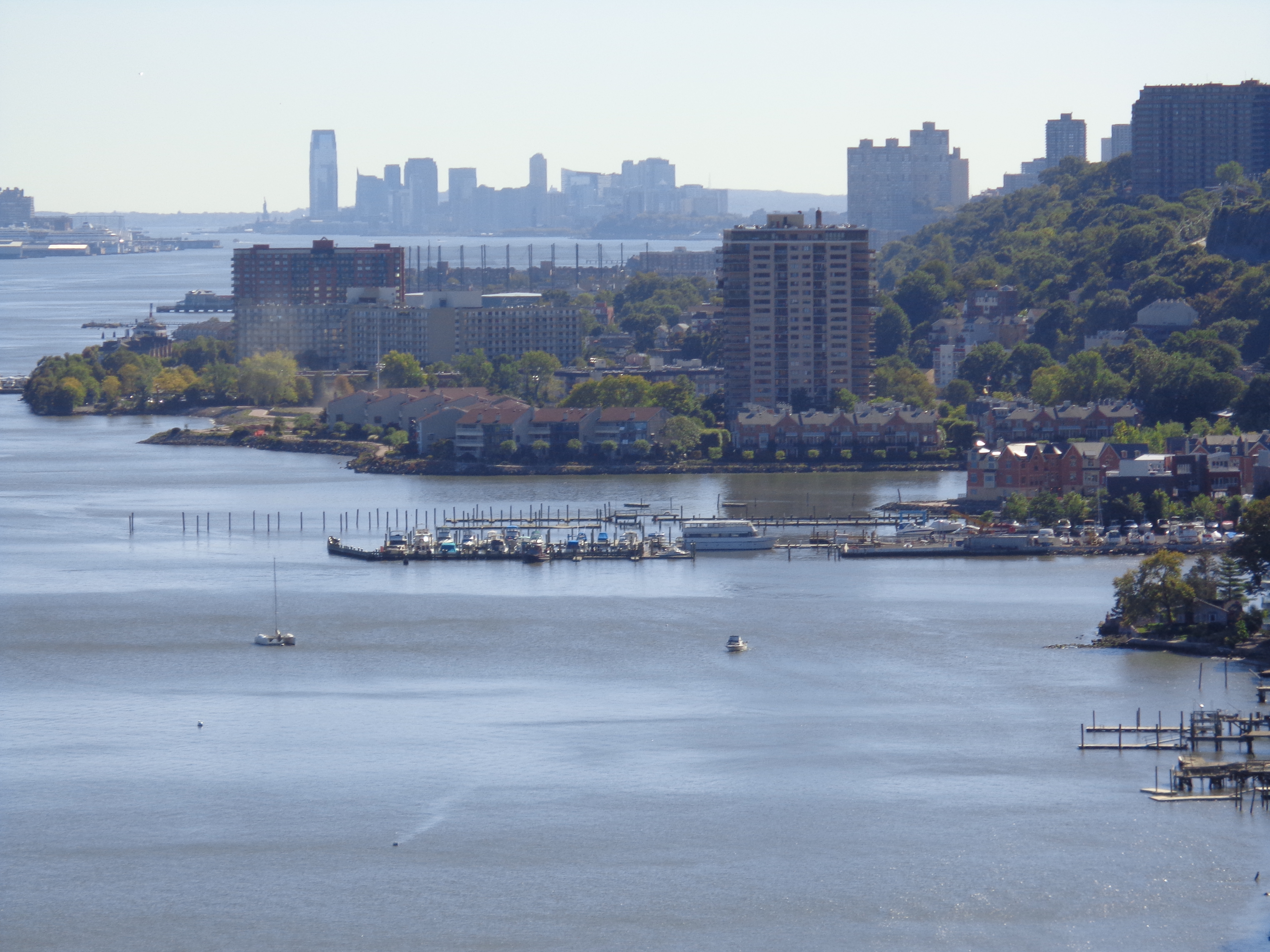
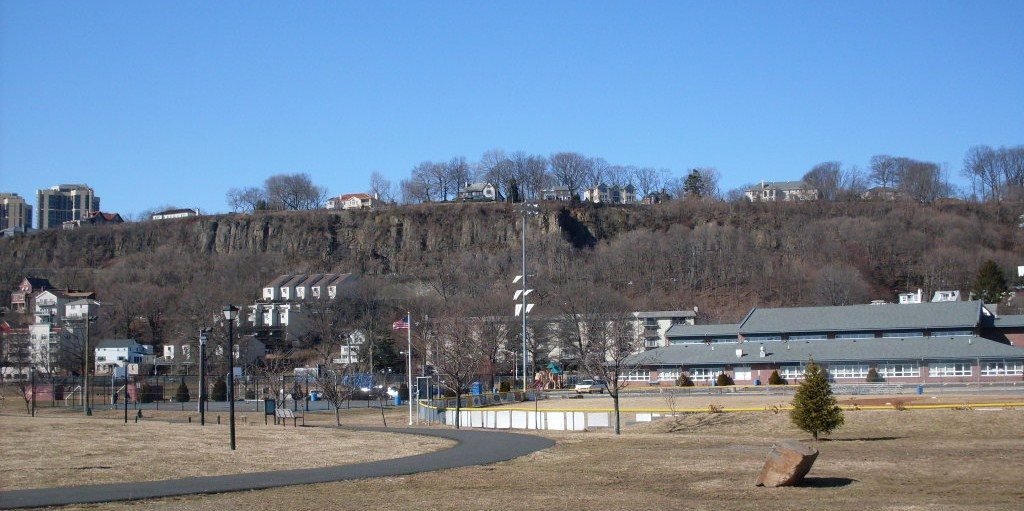